# Sånglärkan 10

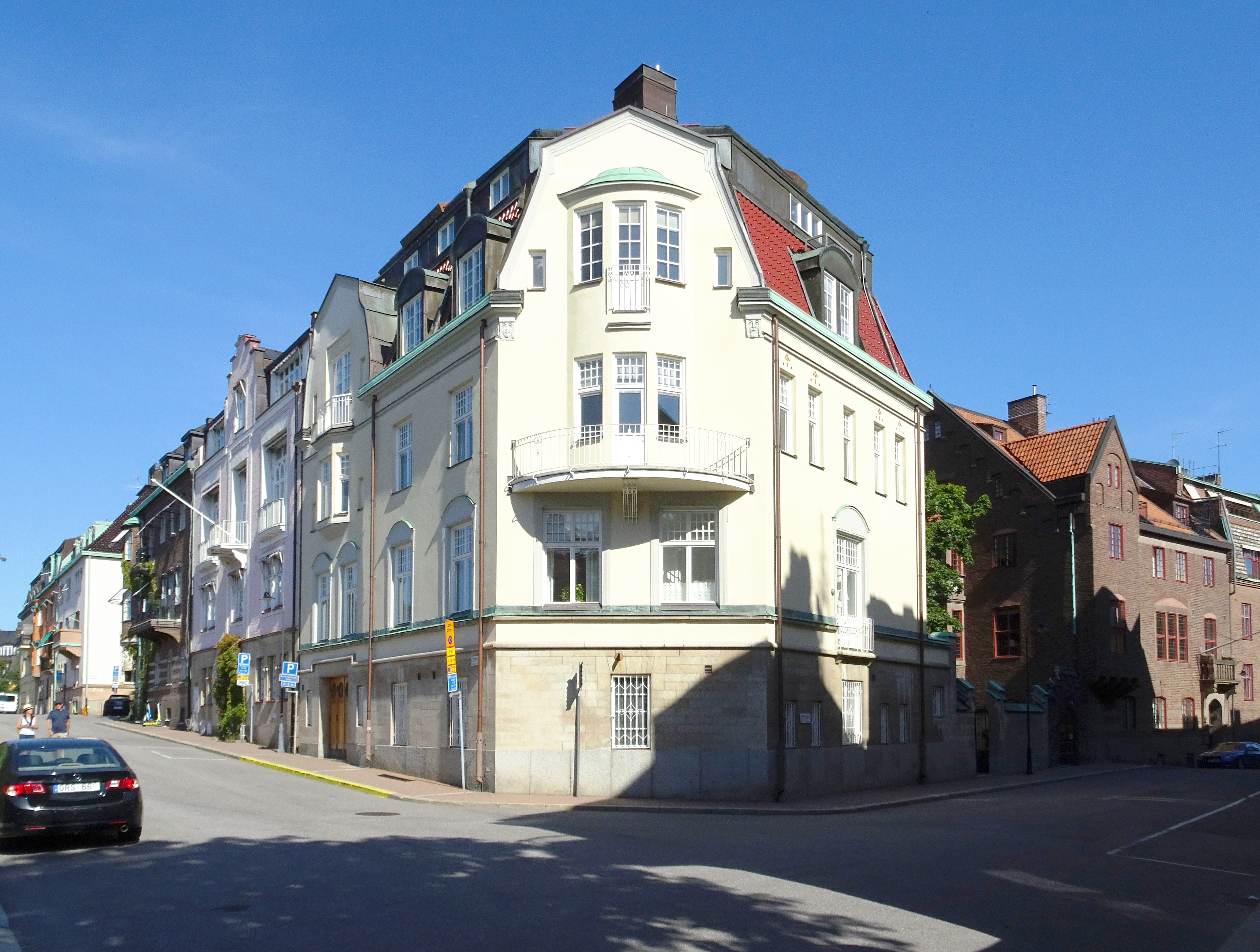
Sånglärkan 10, sedd från Friggagatan / Baldersgatan, 2022.

Sånglärkan 10 är en kulturhistoriskt värdefull före detta villabyggnad i kvarteret Sånglärkan i Lärkstaden på Östermalm i Stockholm. Denna stadsvilla i hörnet Baldersgatan 1 / Friggagatan 2 ritades och uppfördes 1909–1910 av byggnadsingenjören Erik Lindqvist för affärsmannen Paul U. Bergström. På 1970-talet blev Sånglärkan 10 huvudkontor för skivbolaget Polar Music. Sedan år 2004 innehas fastigheten av Svenska barnmorskeförbundet och Svensk sjuksköterskeförening och kallas "Sjuksköterskornas Hus". Fastigheten är grönmärkt av Stadsmuseet i Stockholm vilket innebär "särskilt värdefull från historisk, kulturhistorisk, miljömässig eller konstnärlig synpunkt".

## Bakgrund

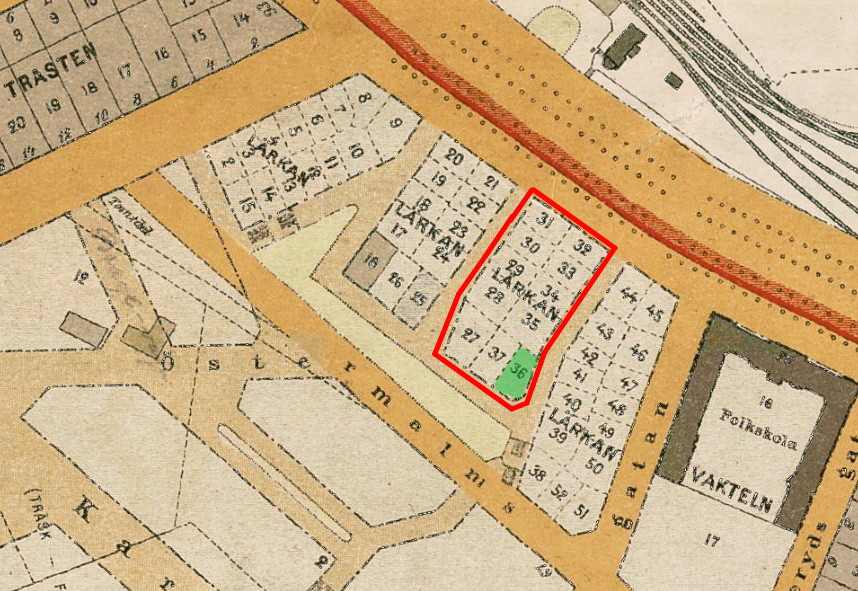
Före detta kvarteret Lärkan 1909 med nuvarande Sånglärkan 10 (grön)

Lärkstadens stadsvillor hade en rad kända personer som byggherrar. En av dem var affärsmannen Paul U. Bergström, känd för sin varuhuskedja PUB i Stockholm. År 1909 förvärvades tomten nr 36 (sedermera namnändrad till Sånglärkan 10) av byggmästaren Erik Lindqvist som sålde den till Bergström. Huset både ritades och uppfördes sedan av Lindqvist, som samtidigt bebyggde Sånglärkan 6 i samma kvarter för arkitekten Per Olof Hallman.

## Byggnadsbeskrivning

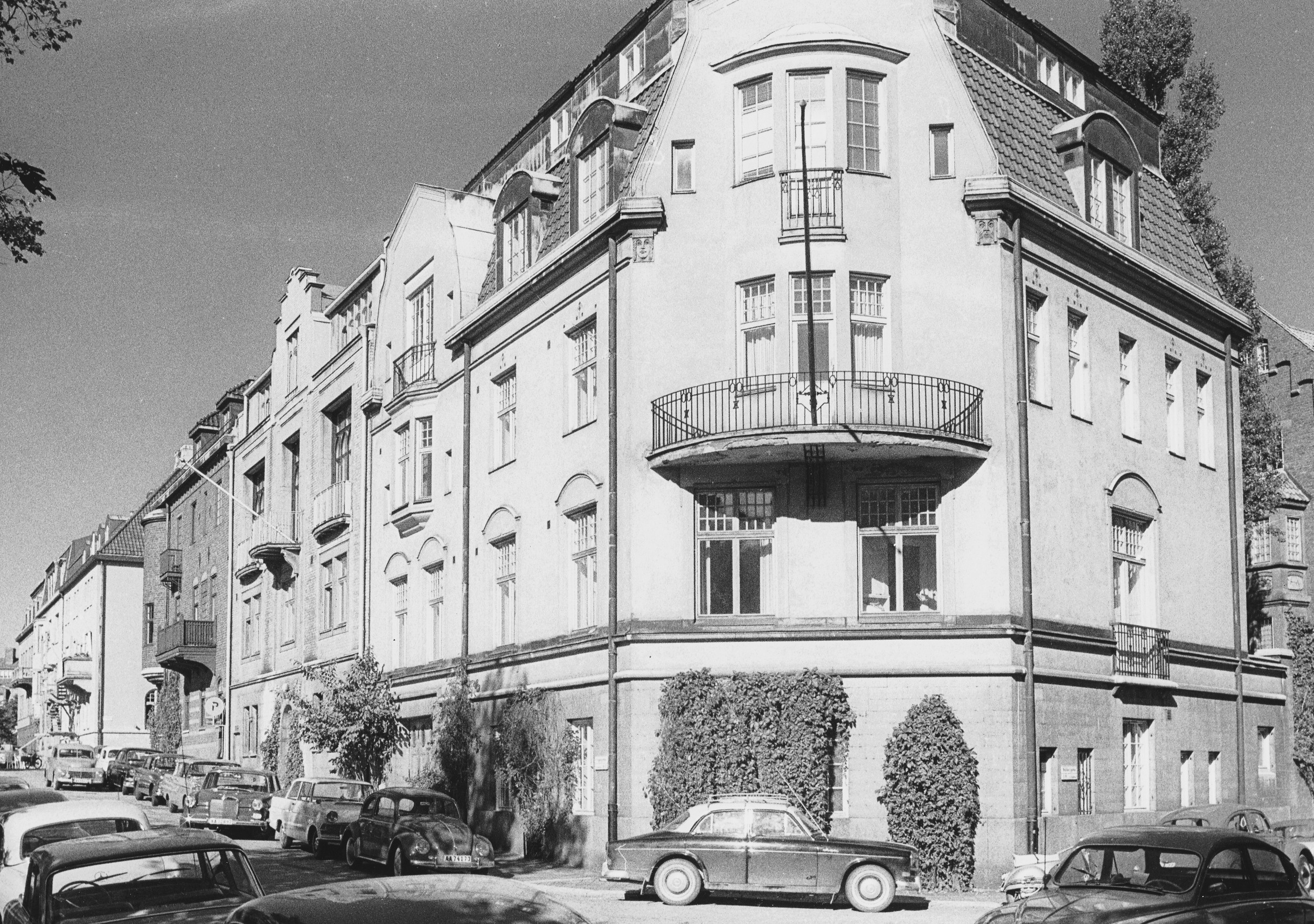
Sånglärkan 10, 1963.

### Exteriör
Lindqvist ritade en elegant villa i den för tiden moderna nationalromantiska stilen med inslag av jugend. Huset karakteriseras av sin stora volym för att vara en privatvilla. Sånglärkan 10 fick tre våningar och en hög vind med en inredd vindsvåning under ett brant tak täckt med glaserat taktegel. 
Fasaderna utfördes i gulfärgat slätputs med bottenvåning i kalksten och sockeln i granit. Det avskurna hörnet mot Baldersgatan / Friggagatan smyckas av ett rundat burspråk i två våningar med en likaså rundad balkong. Under takfoten märks två maskaroner i sten visande ett kvinno- och ett mansansikte. Mot Friggagatan uppvisar fasaden en hög gavel med balkong som avslutar ett burspråk. Mot innergården finns ytterligare ett burspråk Huvudingången är från gården. Trädörren med två fönster i blyinfattad och fasettslipad glas omges av en vacker utformad portal i kalksten.

### Interiör
De av Stadsmuseet 1977 besökta interiörer bevarade i stor utsträckning, trots flera stora ombyggnader, ursprunglig inredning såsom bröst- och väggpaneler samt enkel- och pardörrar delvis med rombiska fyllningar. Vidare fanns listindelade väggar, profilerade taklister, öppna spisar och kakelugnar av olika typer.

### Rumsfördelningen 1910
- I bottenvåning samlades entré, entréhall, kök, portvaktsrum, domestikrum, pannrum och husherrens ”Automobil-Garage” med garageport mot Friggagatan.
- På våning 1 trappa låg ägarens representationsvåning med rymlig hall, salong med förmak, herrens rum, matsalen med tillhörande serveringsgång som hade en egen trappa ner till köket.
- På våning 2 trappor fanns herrskapets sängkammare (med hörnbalkongen), tre sovrum, ett badrum och ett så kallat borstrum (dåtidens städskrubb) som via en egen trappa hängde ihop med serveringrummet och köket.
- På våning 3 trappor låg ytterligare sovrum och ett domestikrum. På vinden hade man tvättstuga, stryk- och mangelrum samt torkvind.

Originalritningar från 1909
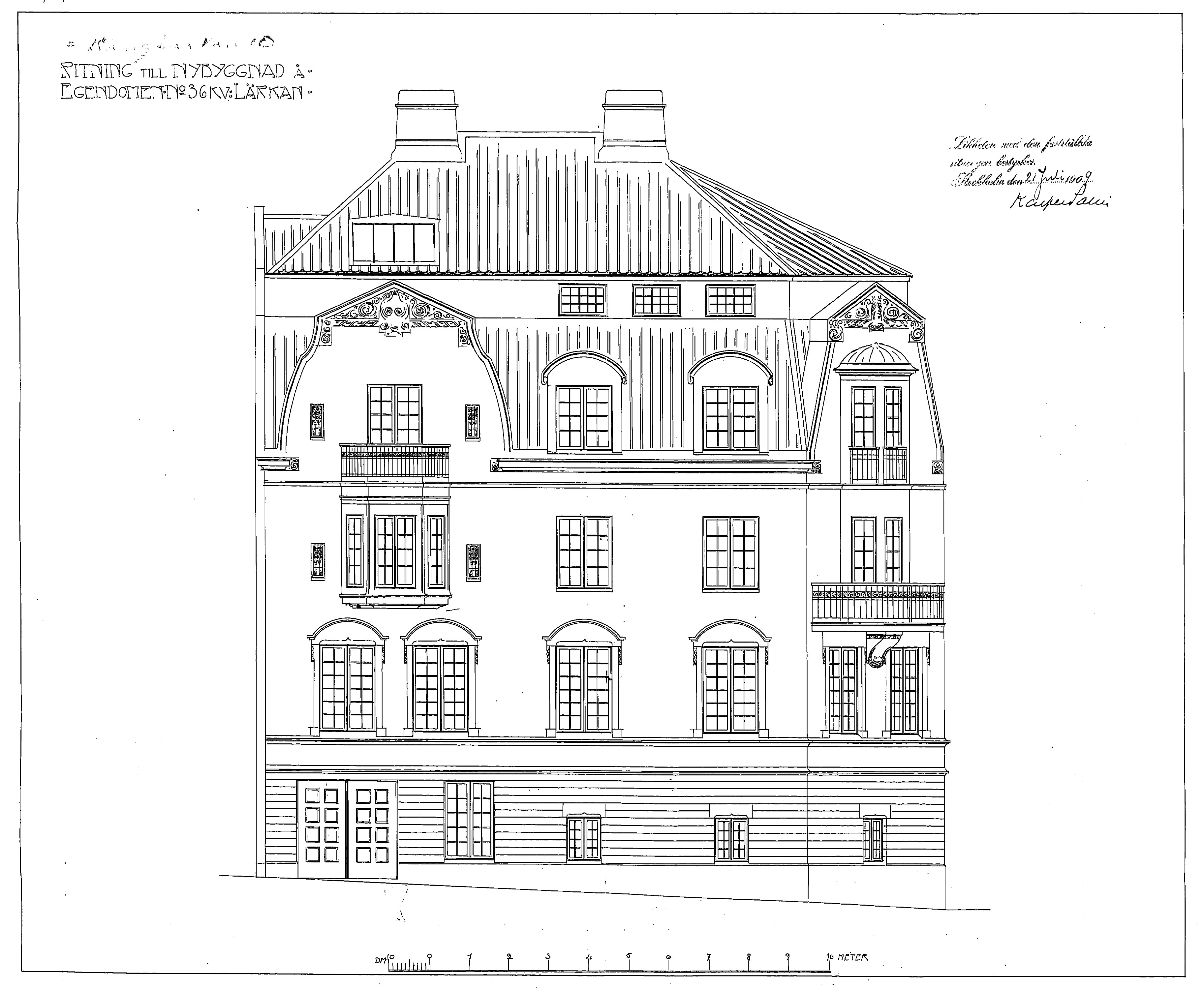
Fasad mot Friggagatan.
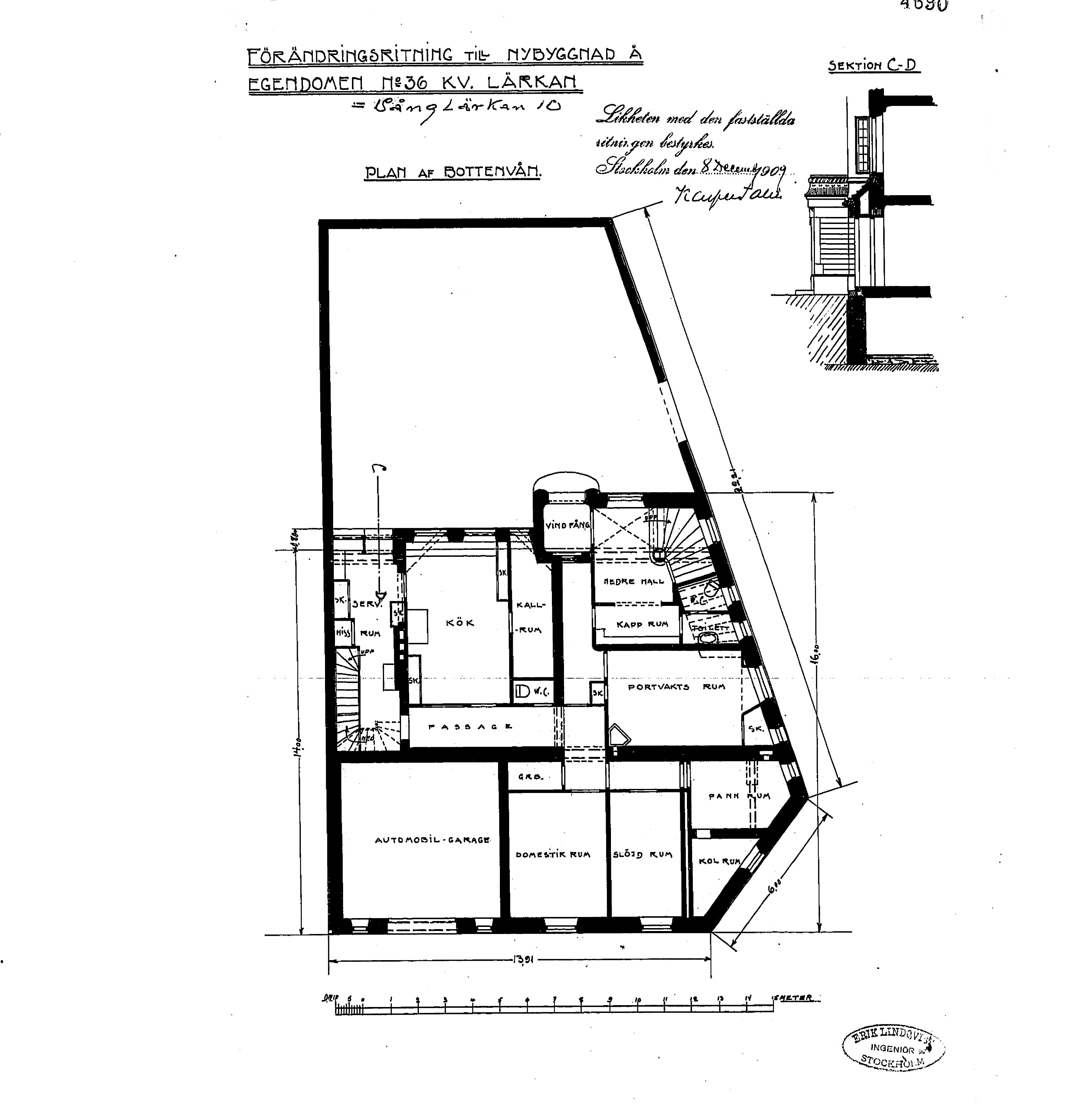
Bottenvåning.
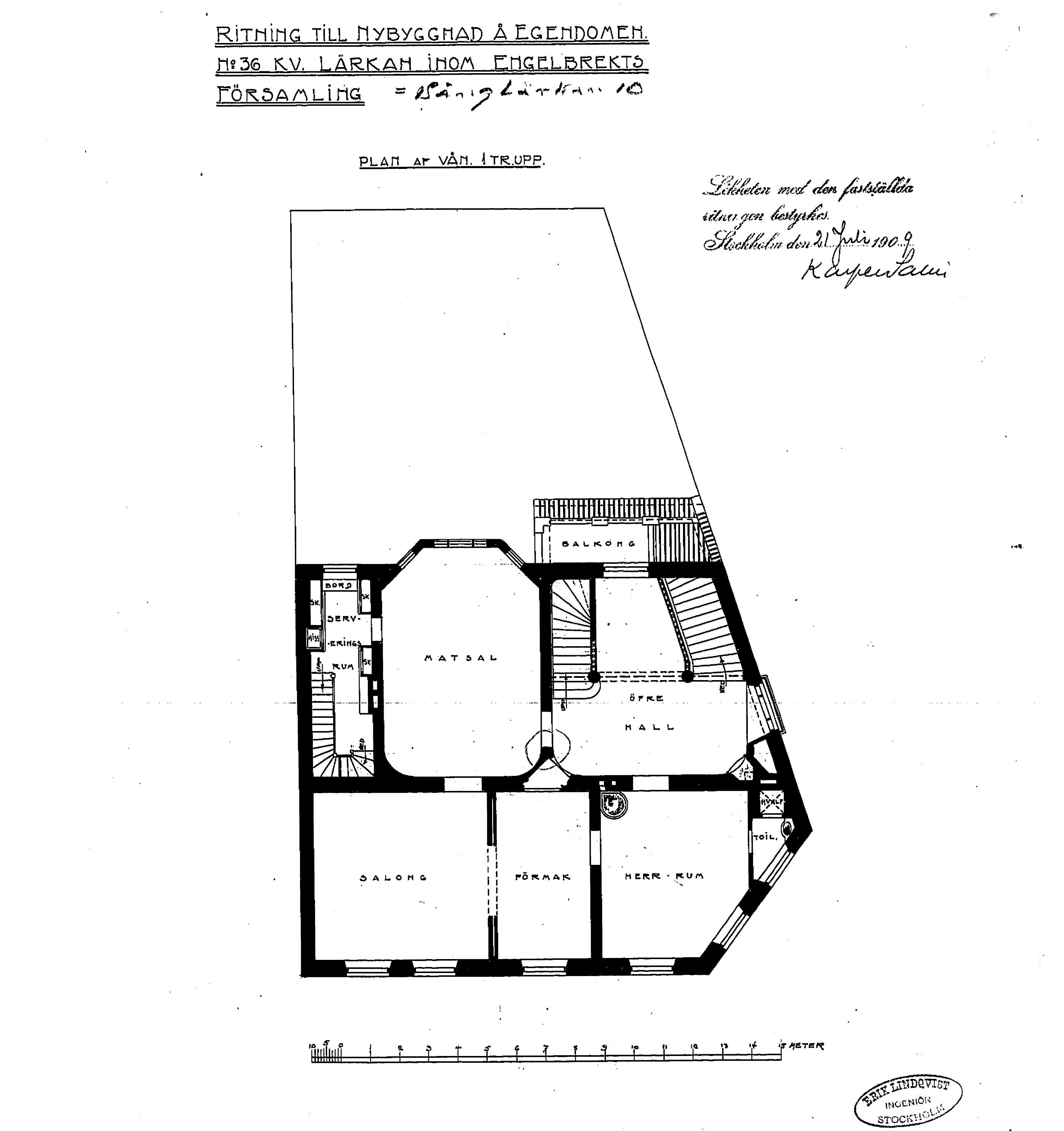
Våning 1 trappa.
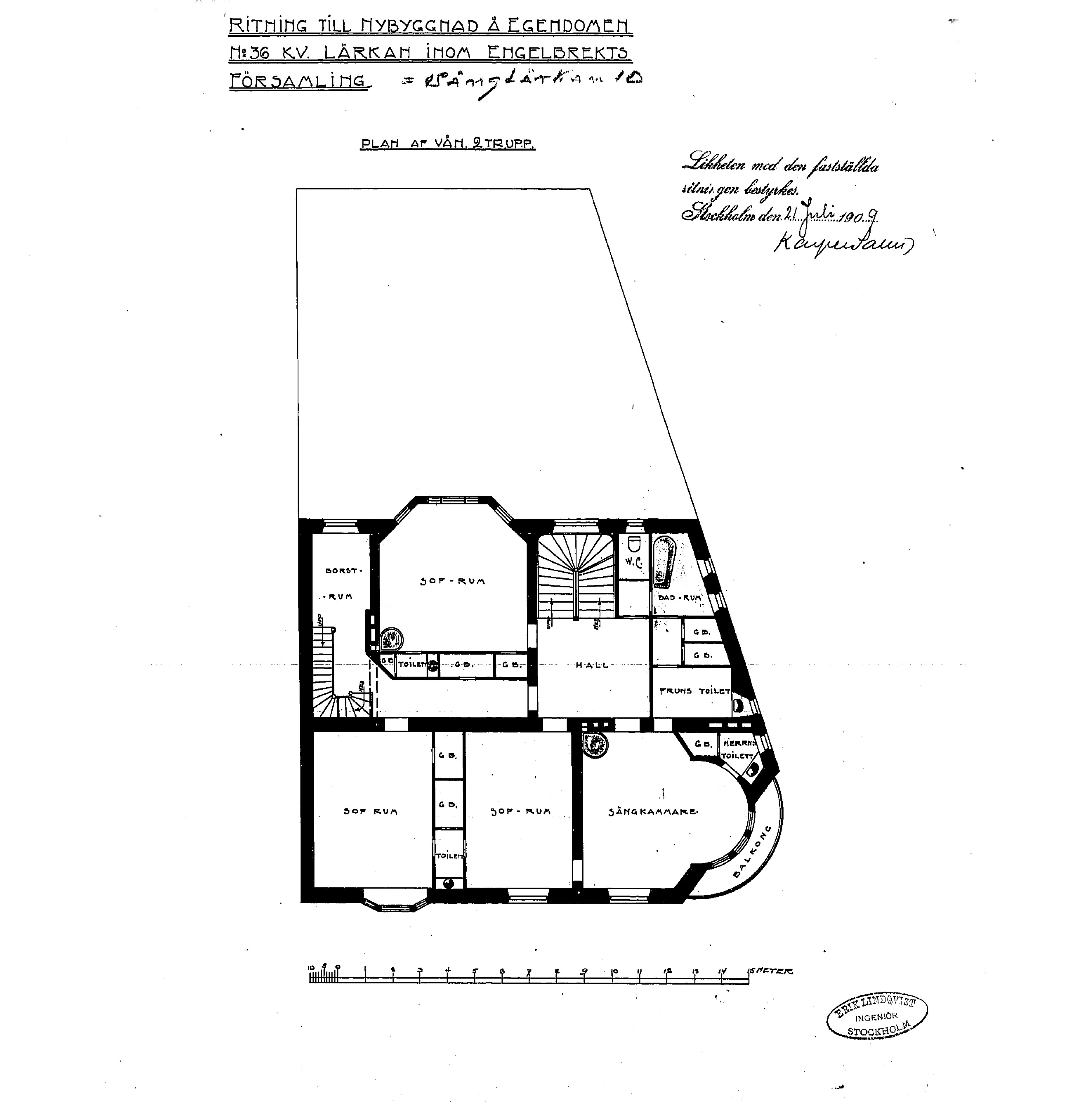
Våning 2 trappor.
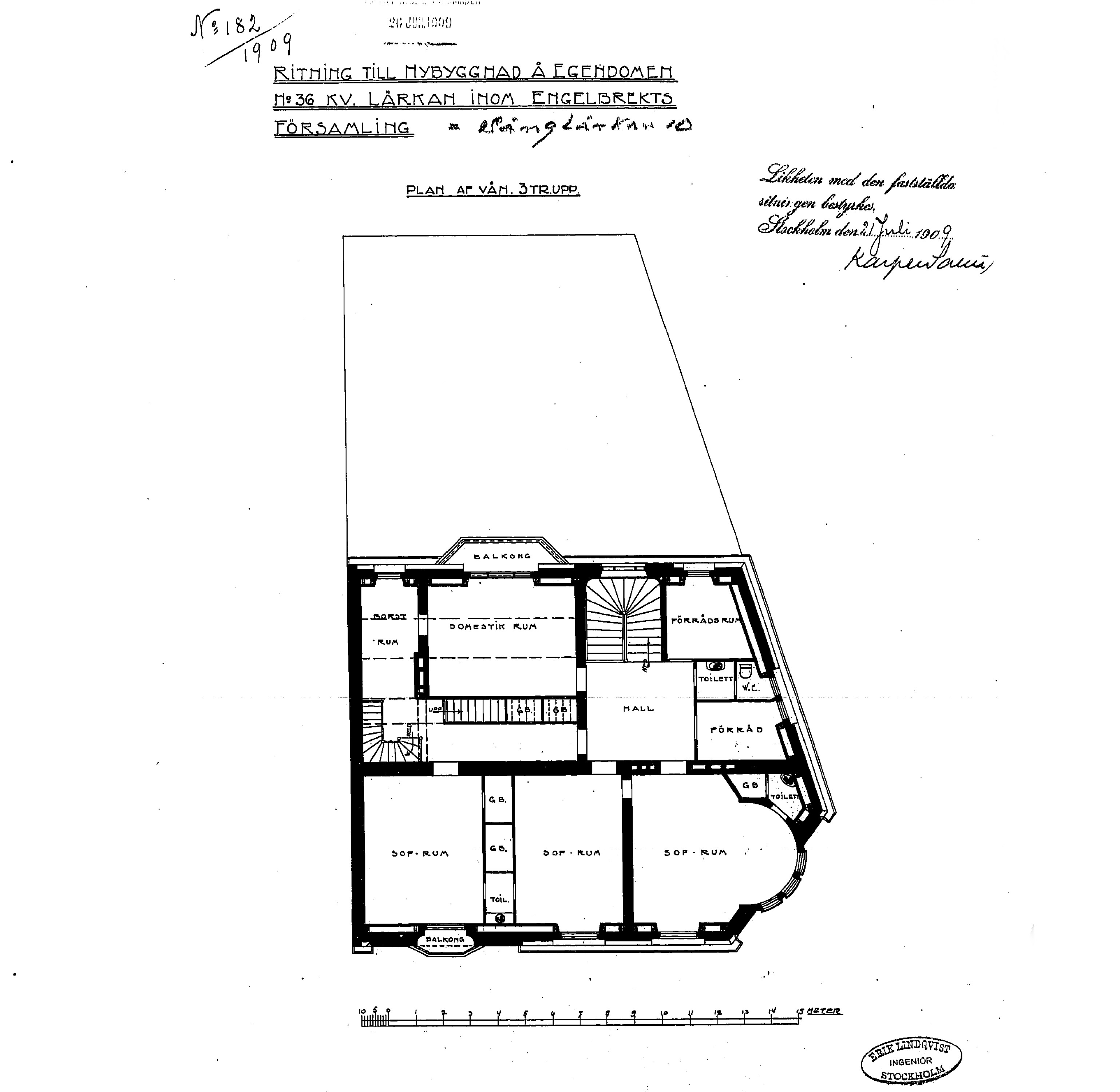
Våning 3 trappor.
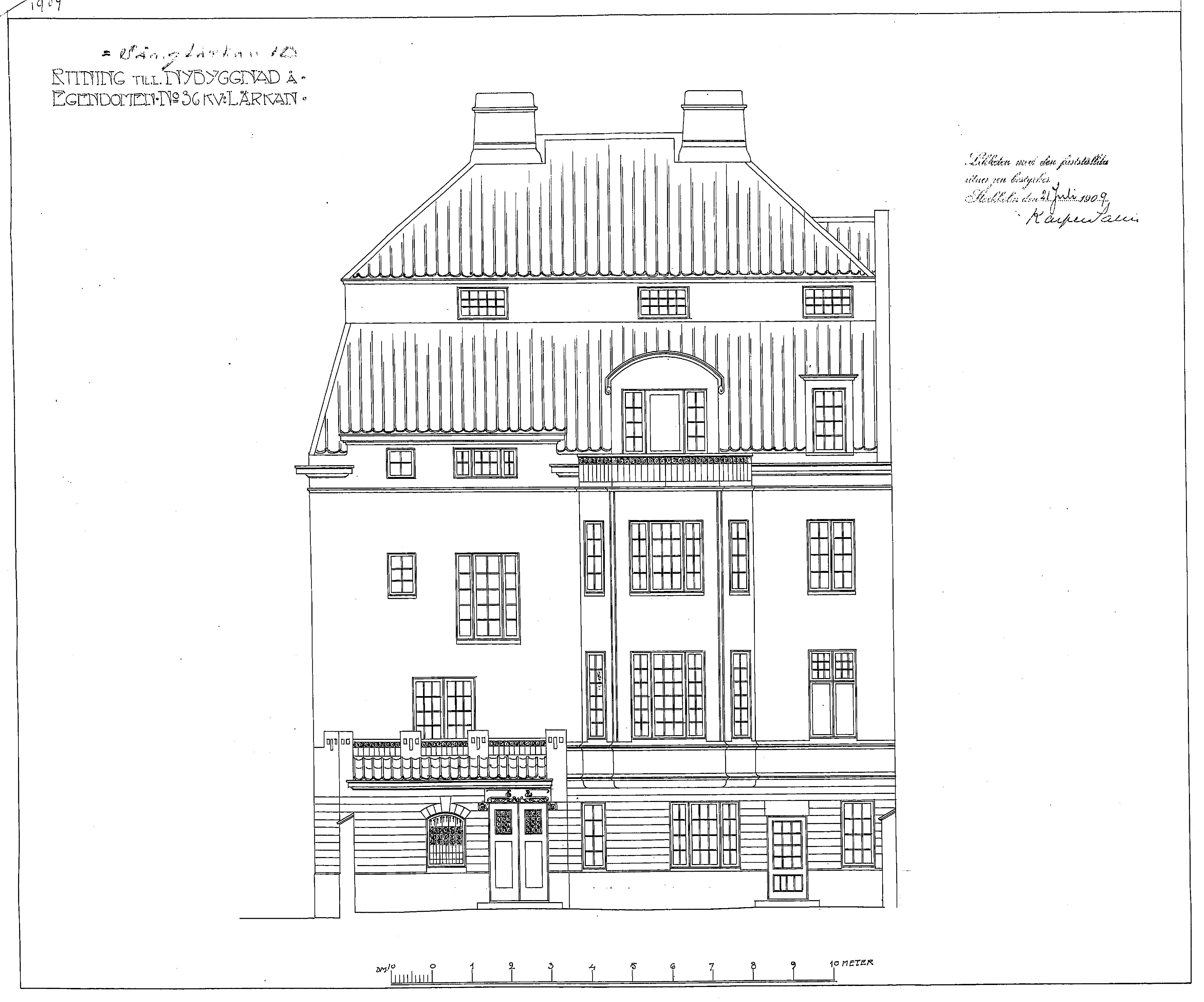
Gårdsfasad.

## Husets vidare öden
Paul U. Bergström bodde med sin familj i huset bara fyra år innan han bosatte sig på Villa Paulsro på Bosön, Lidingö. Efter honom inflyttade godsägaren  Gustaf Valfrid Versteegh. Sedan ägdes Sånglärkan 10 av industrimannen Berndt Hay. Efter 1917 var han direktör i Svenska Tändsticks Aktiebolaget. För honom utfördes några mindre förändringar i huset efter ritningar  av arkitekt David Blomberg. På 1950-talet blev fastigheten kontoriserad, bland annat byggdes en lagerhall under marknivån, en utökning av garaget för fem bilar utfördes och våningsplanen ändrades till kontors- och konferensrum. För ritningarna svarade civilingenjör Göran Bergman. Nästa ombyggnad utfördes 1975 för Stikkan Andersons bolag Sweden Music AB; deras arkitekt var Bo Axelsson. Här hade skivbolaget Polar Music sitt huvudkontor och utanför på gatan kunde fans samlas för att få se en skymt av en eller flera Abba-medlemmar. Fastigheten såldes i början av 1980-talet till Polisförbundet. Sedan 2004 huserar Svensk sjuksköterskeförening på Sånglärkan 10 och byggnaden kallas allmänt ”Sjuksköterskornas hus”.

### Nutida bilder

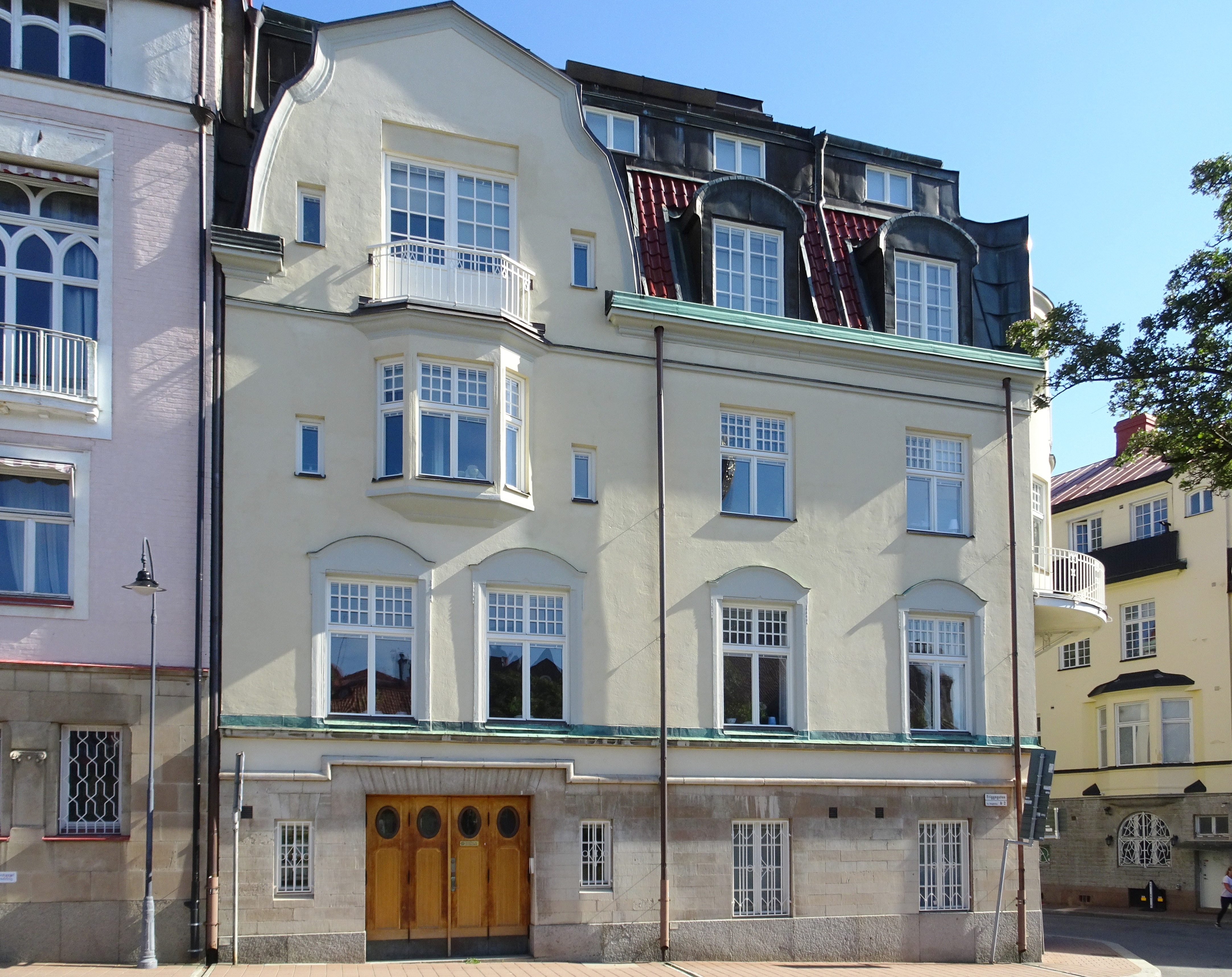
Fasad mot Friggagatan, garageporten till vänster.
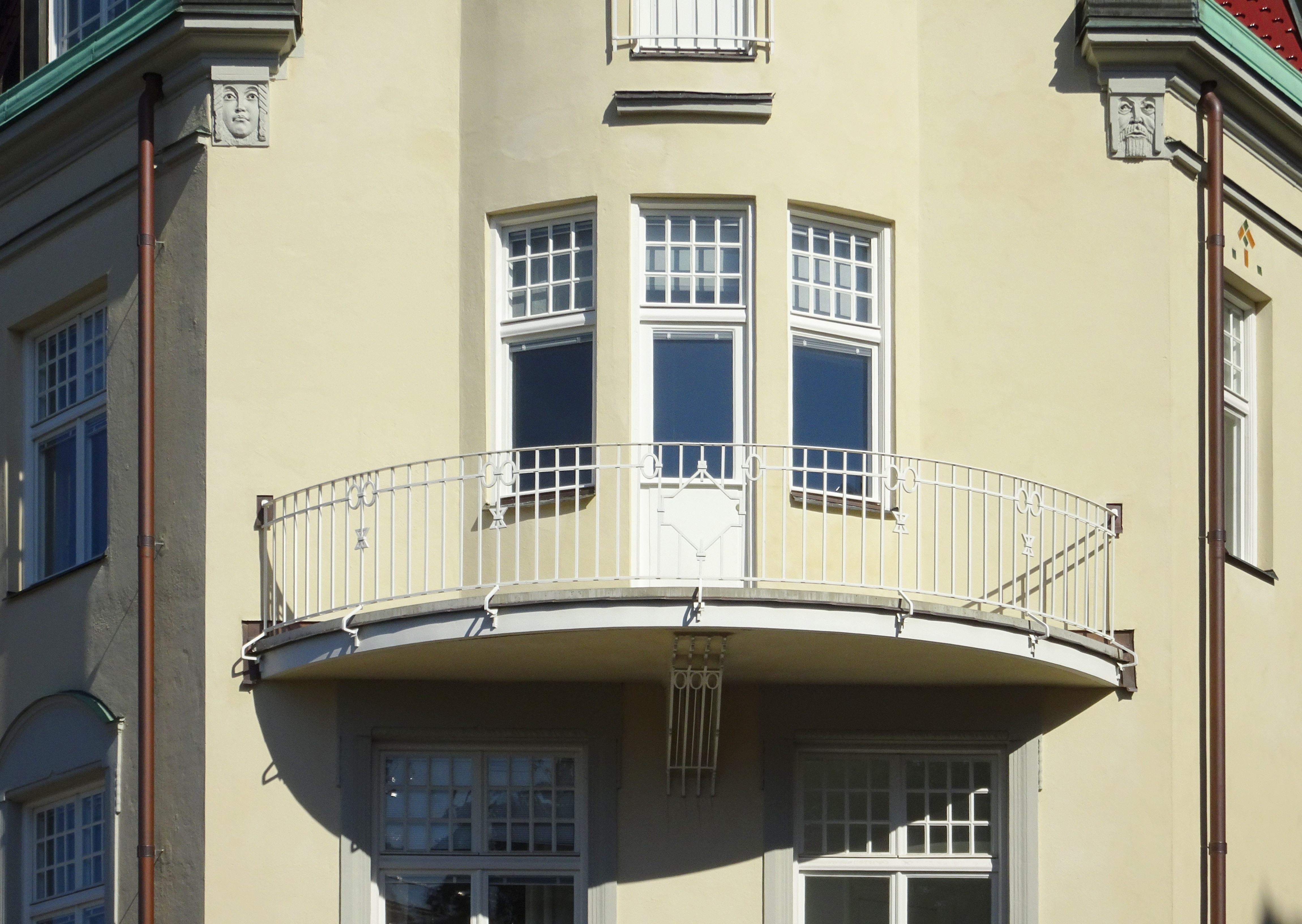
Hörnbalkongen, lägg märke till maskaronerna under takfoten.
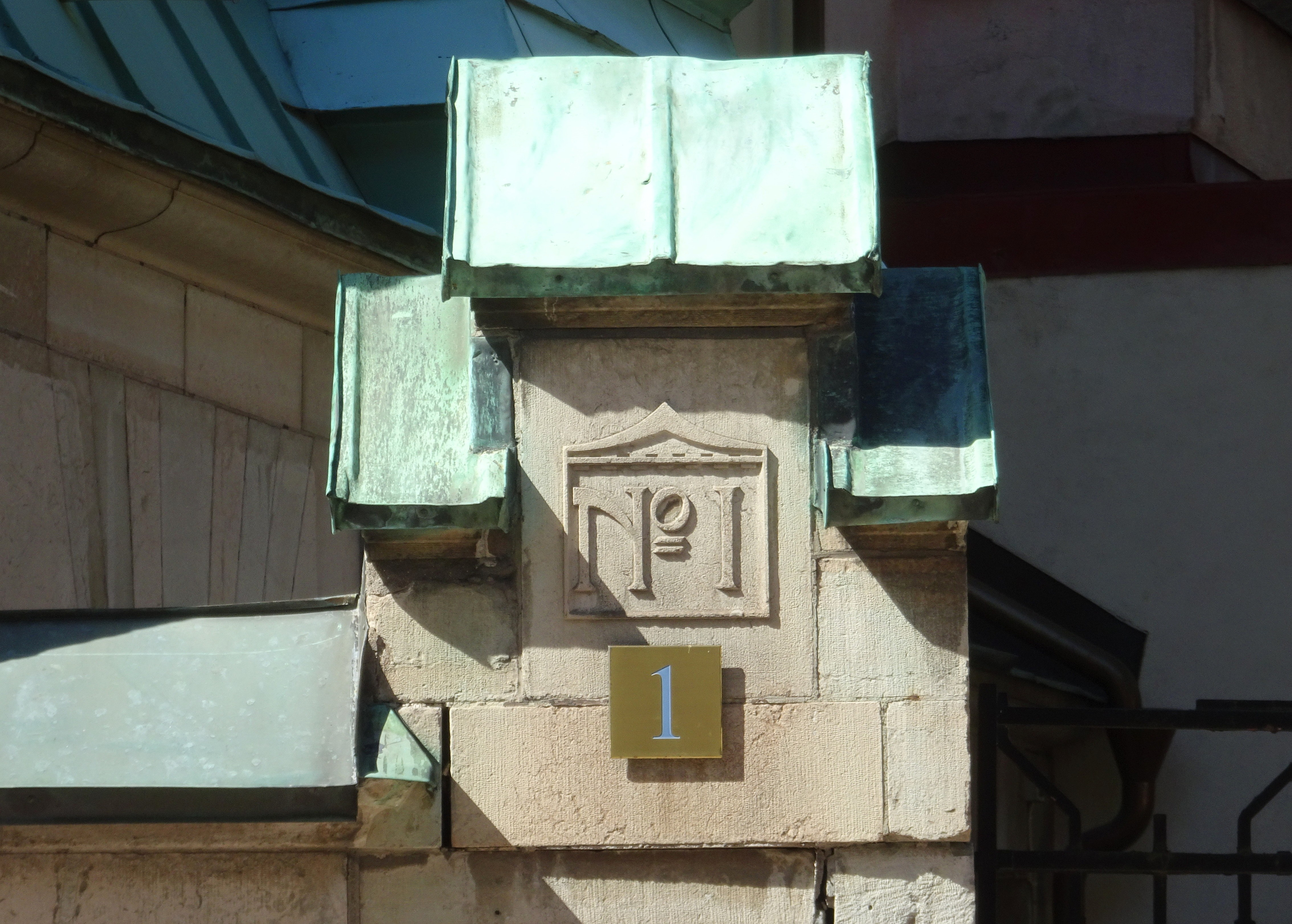
Baldersgatan "No 1".
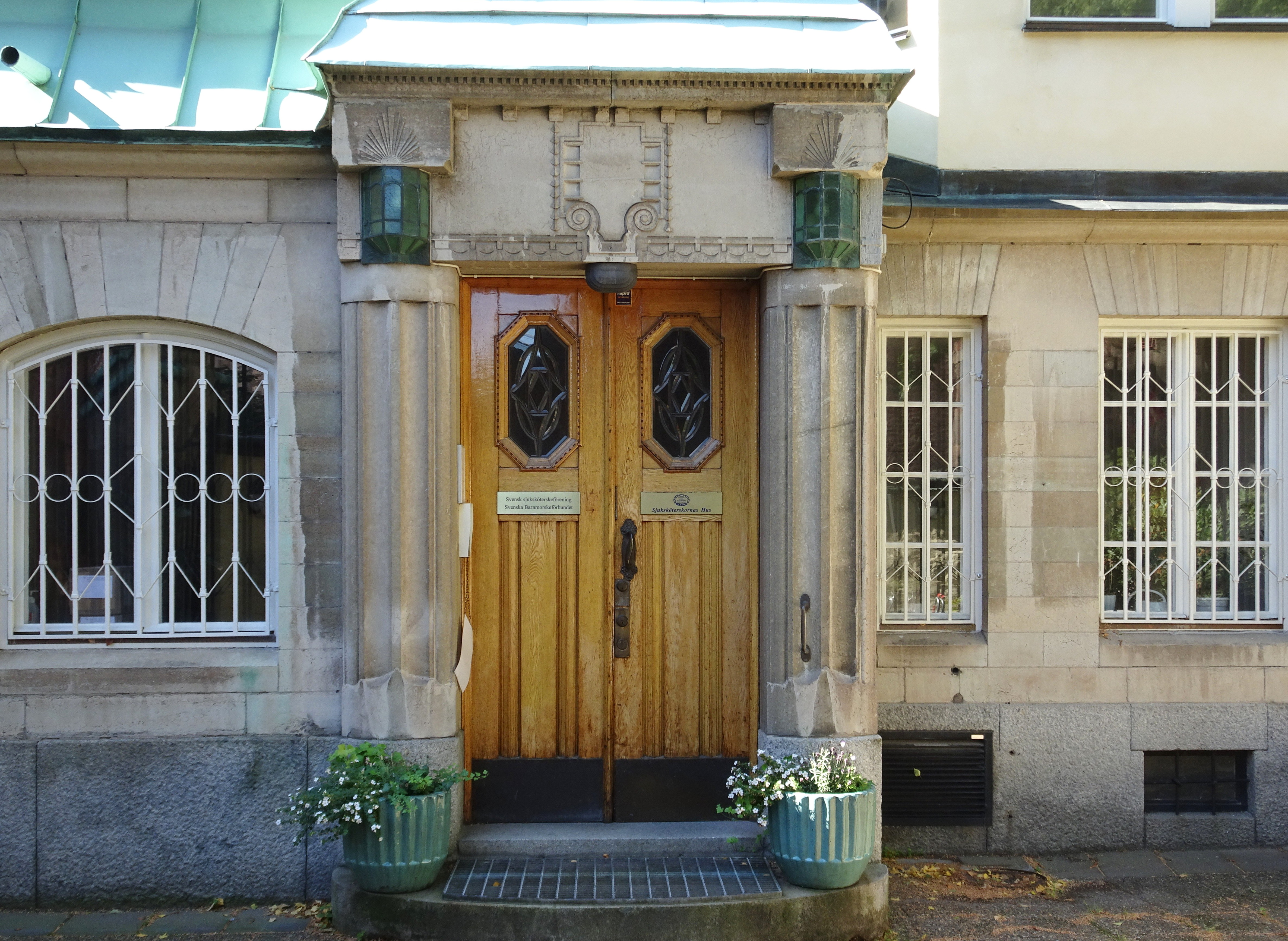
Entrédörren med kalkstensportalen.
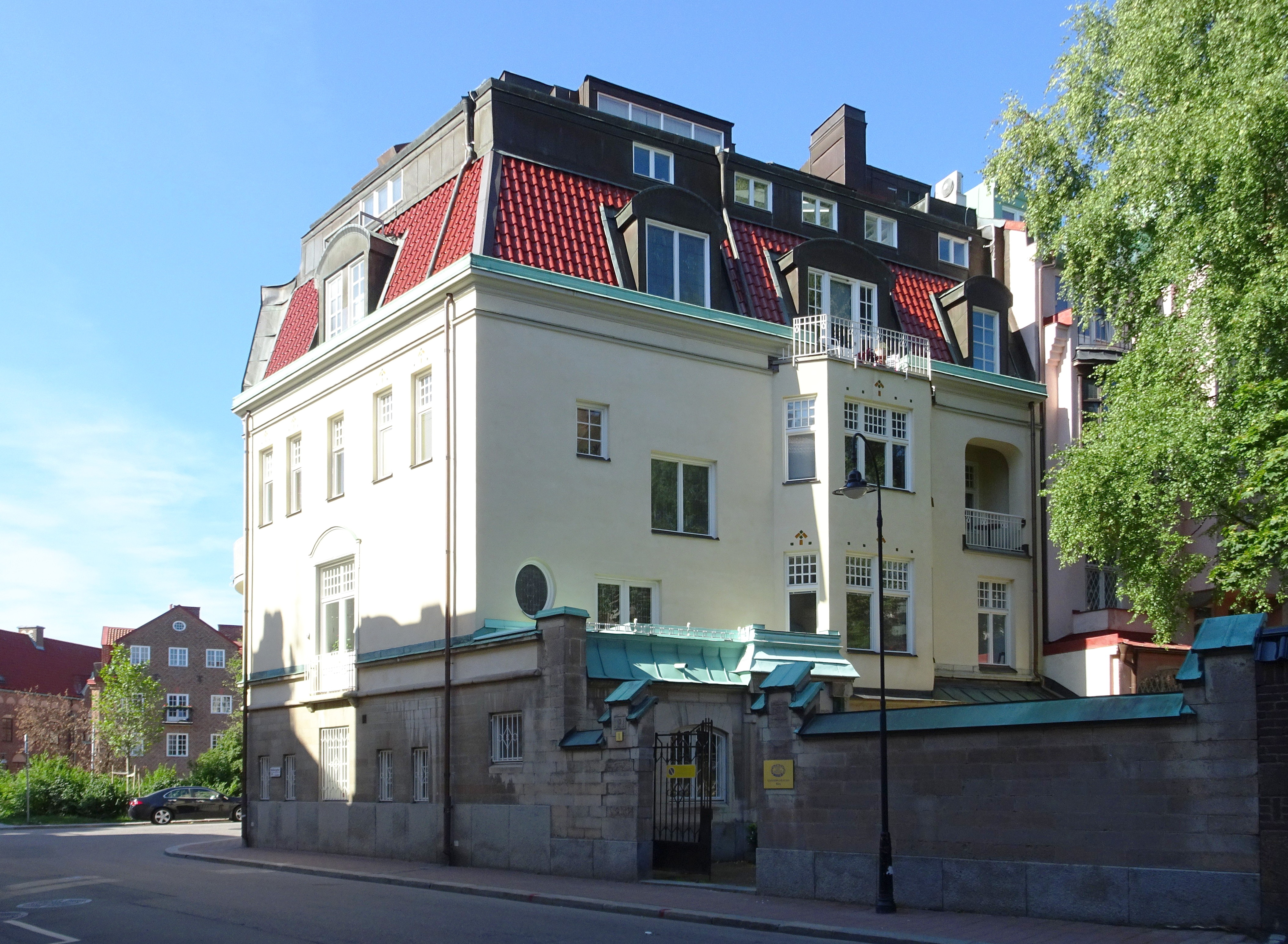
Fasad mot innergården sedd från Baldersgatan.